# Беликов, Анатолий Иосифович
Анатолий Иосифович Беликов — советский хозяйственный, государственный и политический деятель, Герой Социалистического Труда.

## Биография
Родился в 1931 году в Курской области. Член КПСС.
С 1955 года — на хозяйственной, общественной и политической работе. В 1955—1991 гг. — работник шахты имени А. Б. Батова в городе Макеевка Сталинской области, бригадир горнорабочих очистного забоя шахты «Бутовская-Глубокая»/имени В. М. Бажанова комбината «Макеевуголь» Министерства угольной промышленности Украинской ССР.
Указом Президиума Верховного Совета СССР от 30 марта 1971 года присвоено звание Героя Социалистического Труда с вручением ордена Ленина и золотой медали «Серп и Молот».
Делегат XXIV и XXV съездов КПСС.
За большой личный вклад в дело увеличения добычи и переработки угля был в составе коллектива удостоен Государственной премии СССР за выдающиеся достижения в труде 1982 года.
Умер в Макеевке в 2011 году.